# 비전염성 질병
비전염성 질병 (非傳染性疾病, 영어: non-communicable disease, NCD)은 한 사람에서 다른 사람에게 직접적으로 전염되지 않는 질병이다. 비전염성 질환(非傳染性疾患), 개념은 좀 다르지만 비감염성 질병(非感染性疾病, 영어: noninfectious disease), 비감염성 질환(非感染性疾患)이라고도 한다. 비전염성 질병으로는 파킨슨병, 자가면역질환, 뇌졸중, 심장질환, 암, 당뇨병, 만성신장질환, 골관절염, 골다공증, 알츠하이머병, 백내장 등이 있다. 비전염성 질병은 만성적일 수도 있고, 급성적일 수도 있다. 대부분은 비감염성이지만 기생충의 생활 주기가 숙주에서 숙주로 직접 전파되지 않는 기생성 질병과 같이 비전염성 감염성 질병도 있다.

## 같이 보기
- 비전염성 질환으로 인한 사망 위험에 따른 나라 목록
- 만성질환
- 세계보건

## 더 읽을거리
- Lower GM, Kanarek MS (June 1982). “The mutation theory of chronic, noninfectious disease: relevance to epidemiologic theory”. 《American Journal of Epidemiology》 115 (6): 803–817. doi:10.1093/oxfordjournals.aje.a113368. PMID 7046429.